# Encino (Los Angeles)
Encino é um distrito da cidade de Los Angeles, na Califórnia, Estados Unidos.

## Pontos de interesse
- Rancho Los Encinos, localizado no Parque Histórico Estadual Los Encinos.
- Atrações ao longo da Ventura Boulevard.
- Lugar onde a atriz, produtora e roteirista Lisa Kudrow nasceu.
- É onde está localizada Hayvenhurst a casa dos herdeiros de Michael Jackson.
- É onde está localizada a mansão do lendário vocalista Ronnie James Dio, posta à venda após sua morte, avaliada em U$ 3.333.000,00.
- É a cidade em que mora o Pirata Patty, um personagem específico dos especiais da série animada SpongeBob SquarePants.
- É onde está localizada a casa do Dj Zedd.[1]